# Confine tra Etiopia e Somalia

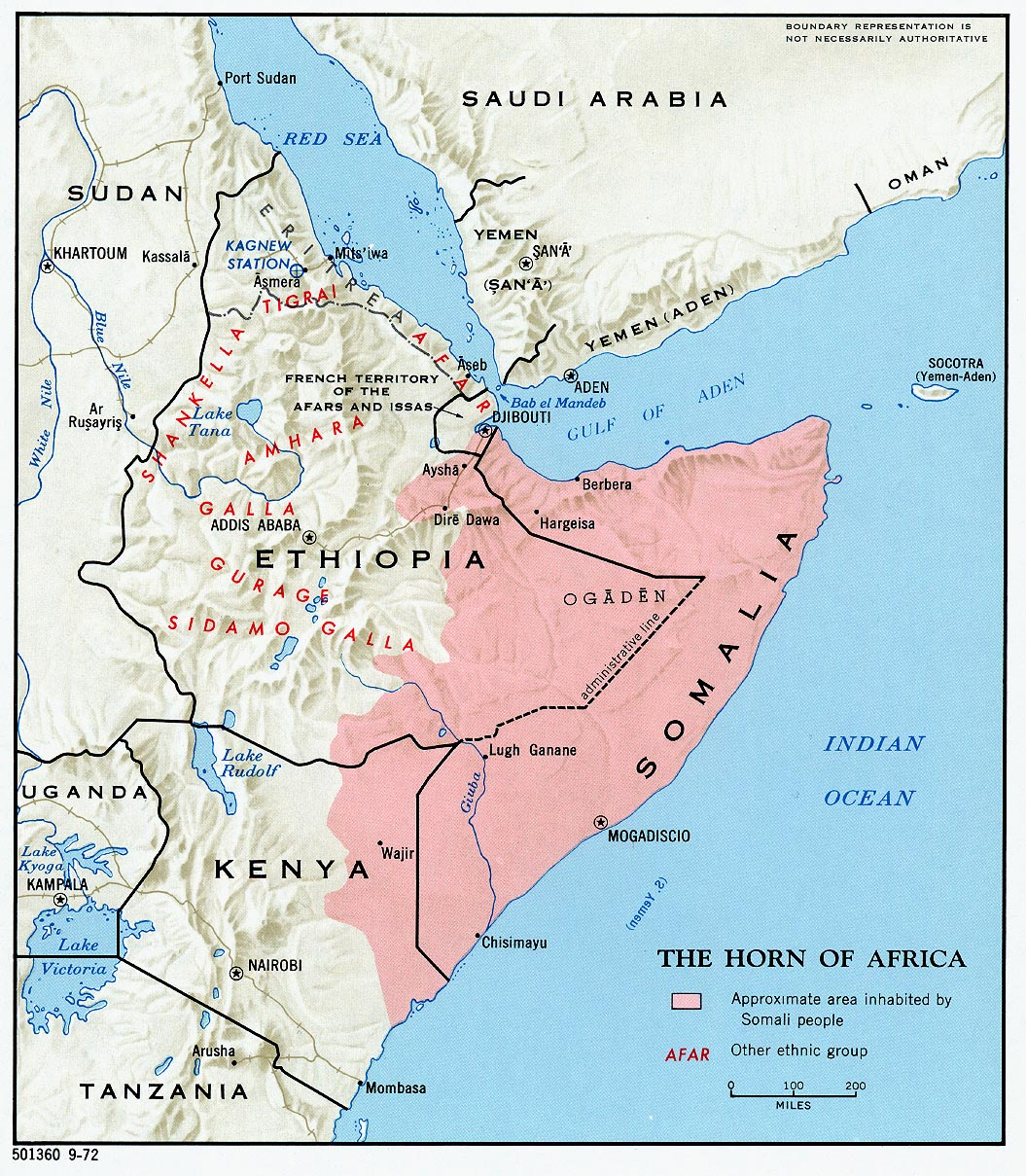
Mappa della CIA dei territori approssimativamente abitati dai somali.

Il confine tra l'Etiopia e la Somalia è unicamente terrestre e ha una lunghezza di circa 1600 km. Può essere suddiviso in due parti. La sua parte meridionale, lungo l'ex colonia della Somalia italiana, non è mai stato oggetto di una delimitazione e demarcazione ed è tuttora una frontiera contestata. La sua parte settentrionale, tra il Somaliland e l'Etiopia, è stata delimitata e demarcata all'inizio degli anni '30.

## Descrizione
Da nord a sud, il confine inizia al triplice confine Etiopia-Somalia-Gibuti e, in modo irregolare, va verso sud-est fino a raggiungere l'8º parallelo nord e il 48º meridiano est. Rappresenta un residuo del confine con il Somaliland. Il confine riprende a sud-ovest, raggiungendo il torrente Chébéli, prima di seguire una linea irregolare che termina nei pressi della città keniota di Mandera. In quest'ultimo punto è un residuo della Somalia italiana. Una parte del confine costituisce una delimitazione amministrativa temporanea.
La parte meridionale comprende una linea che parte da Dolo, alla confluenza dei fiumi Daua e Ganale, si dirige verso est e continua fino a Ouebi-Scebeli.
La parte settentrionale inizia dal punto 47° E, 8° N, quindi segue una linea retta fino al punto 44° E, 9° N, fino a Moga Medir (Jifu Meider). Segue quindi il letto del Wajale, passa a Beyu Anod, quindi prosegue lungo una pista carovaniera fino al triplice confine con l'attuale repubblica di Gibuti.

## Storia

### Creazione
La parte meridionale di questo confine fu fissata da un accordo italo-etiope del 16 maggio 1908. Non è mai stata delimitata sul terreno, né demarcata.
La parte settentrionale è stata determinata dall'accordo anglo-etiope del 14 maggio 1897. Fu delimitata e demarcata da una missione anglo-etiope tra il 1931 e il 1935 e convalidata da un accordo del 28 marzo 1935.

### Dispute
L'incidente al confine di Welwel del 5 dicembre 1934 servì come pretesto per l'invasione italiana dell'Etiopia nel 1935.
Dalla sua creazione nel 1960, la Repubblica di Somalia ha rivendicato i territori che sarebbero stati popolati da Somali, compresa la regione etiope di Ogaden. Questa rivendicazione ha causato due guerre tra i due paesi, nel 1963-1964 e nel 1977-1978.